# Эккерсвайлер
Эккерсвайлер (нем. Eckersweiler) — община в Германии, в земле Рейнланд-Пфальц. 
Входит в состав района Биркенфельд. Подчиняется управлению Баумхольдер.  Население составляет 146 человек (на 31 декабря 2010 года). Занимает площадь 3,69 км².